# Gezondheidseconomie

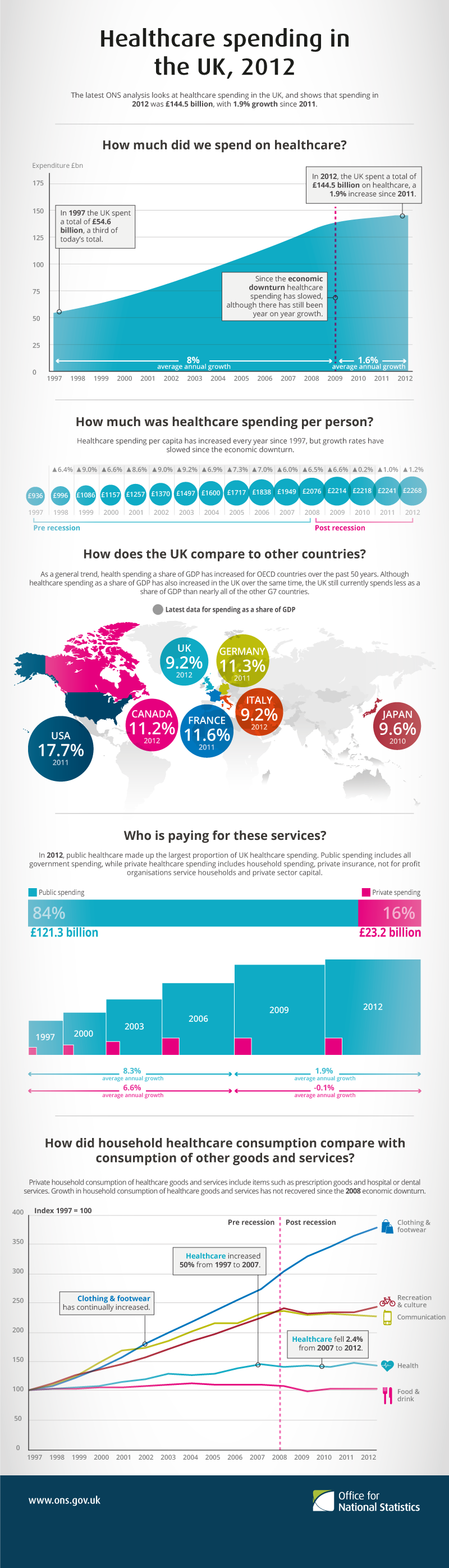
Hoeveel spendeert het Verenigd Koninkrijk aan gezondheid in 2012?

Gezondheidseconomie is een deelgebied van algemene economie waarin onderzoek wordt gedaan naar schaarste en de allocatie van gezondheid en gezondheidszorg. Een artikel van Kenneth Arrow uit 1963 wordt veelal gezien is als het begin van deze specialisatie binnen de economie. Het vakgebied heeft raakvlakken met maatschappelijke gezondheidszorg (public health) en gezondheidszorgonderzoek (health services research).

## Vragen
In de gezondheidseconomie komen onder andere vragen aan bod als:
- Wat is gezondheid en hoe kan dat worden gemeten?
- Hoe kan de volksgezondheid worden geoptimaliseerd?
- Welke rol heeft de economie en de gezondheidszorg bij het verbeteren van de gezondheid?
- Welke doelen heeft de gezondheidszorg, en welk belang heeft elk doel?
- Hoe presteren zorgstelsels en zorgaanbieders, en hoe kan dat worden gemeten?
- Wat zijn de effecten van de instituties op deze prestaties?
- In welke opzichten verschilt de gezondheidszorg van andere markten?

Naast deze vragen houdt Health Technology Assessment (HTA) zich bezig met de vraag: 
- Wat is de kosten-effectiviteit van interventies (bijvoorbeeld medicijnen) en hoe kan dat worden gemeten?

In de meeste gevallen wordt HTA gezien als onderdeel van gezondheidseconomie, ook al wordt HTA voornamelijk bedreven door niet-economen en worden de studies veelal buiten het economische domein gepubliceerd. HTA staat ook bekend onder de naam Medical Technology Assessment, of in iets uitgeklede vorm, economische evaluatie.